# Eudorylas oxianus
Eudorylas oxianus är en tvåvingeart som beskrevs av Kuznetzov 1990. Eudorylas oxianus ingår i släktet Eudorylas och familjen ögonflugor.
Artens utbredningsområde är Turkmenistan. Inga underarter finns listade i Catalogue of Life.